# Stenkvista
Stenkvista är orten i Stenkvista socken, Eskilstuna kommun där Stenkvista kyrka är belägen. Den räknas i fastighetsregistret till Nyby, dit prästgården egentligen hör.
Förutom kyrkan finns här gamla prästgården, där huvudbyggnaden härrör från 1880-talet medan den ena flygeln är en byggnad från första hälften av 1700-talet med brutet tak och den andra en parstuga från slutet av 1600-talet eller början av 1700-talet. Intill denna ligger platsen för Stenkvista gamla kyrka, där gamla kyrkogården ännu finns kvar även om kyrkobyggnaden är riven. En ny prästgård uppfördes 1935 norr om den nya kyrkan. Mellan denna och kyrkan ligger två gamla skolhus, numera ombyggda till bostäder. Öster om landsvägen finns en timrad byggnad från 1770 som fram till 1890-talet fungerade som socknens fattigstuga. Närmare den gamla prästgården finns ett rödfärgat timrat magasin som utgjort tiondebod. Runt omkring finns även flera bostadshus och ekonomibyggnader som tillhört prästgårdsarrendet.